# Arquivo Nacional dos Países Baixos

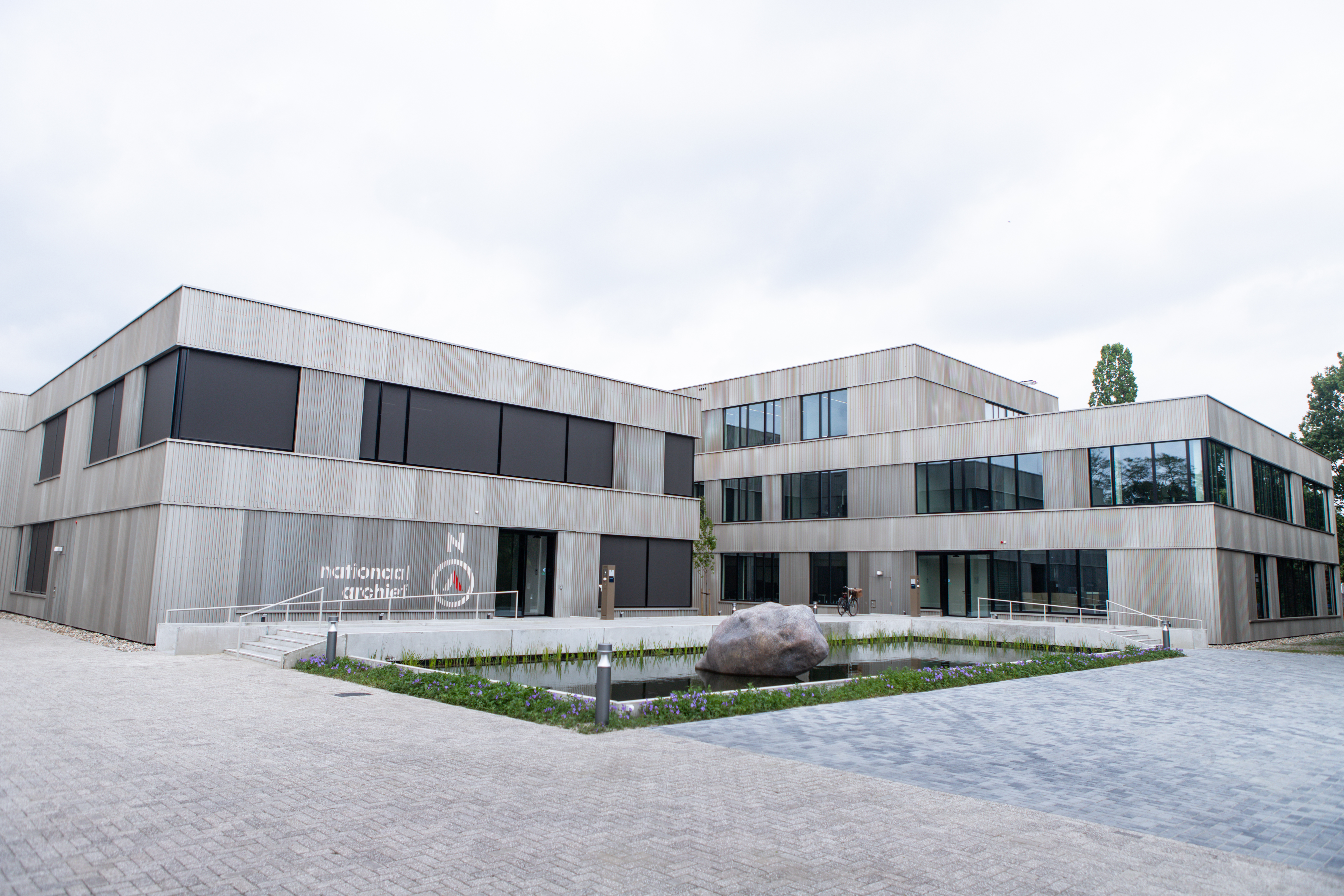
Depósito do Arquivo Nacional dos Países Baixos em Emmen.

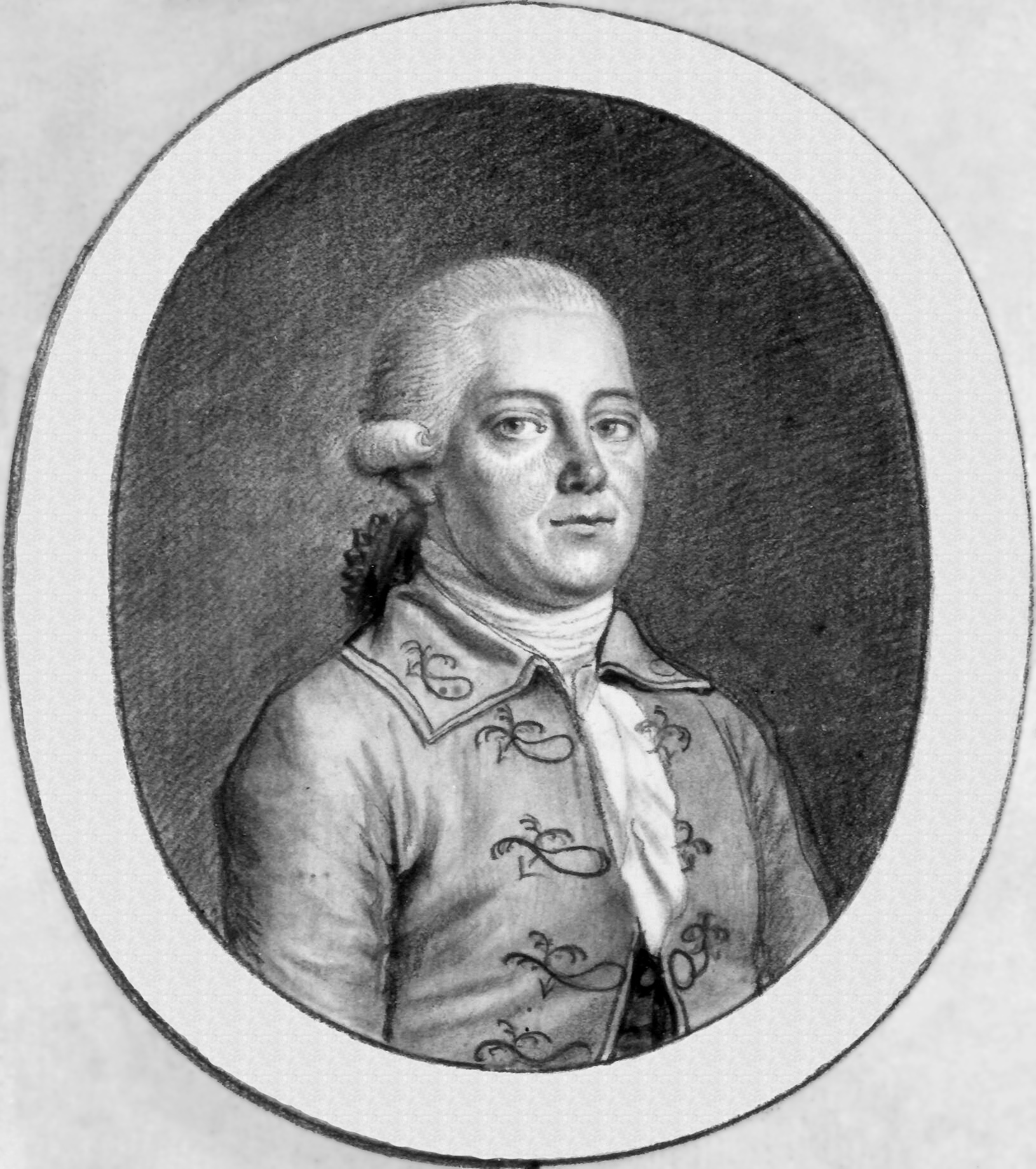
Hendrik van Wijn, historiador e o primeiro arquivista do Nationaal Archief.

O Arquivo Nacional dos Países Baixos (em neerlandês:  Nationaal Archief) é um órgão do Governo dos Países Baixos, vinculado ao Ministério da Educação, Cultura e Ciência. Sediado na Haia, abriga coleções para o governo central, a província da Holanda do Sul, e do antigo Condado de Holanda. Também é depositário de material oriundo de instituições privadas e de indivíduos ligados ao governo neerlandês ou com a história política e social dos Países Baixos.

## História
A história da Arquivo Nacional dos Países Baixos remonta ao início do século XIX, mais precisamente ao ano de 1802, quando o historiador Hendrik van Wijn, arquivista da República Batava (archivarius der Bataafsche Republiek) e da Holanda (archivarius van Holland), iniciou a elaboração de um sistema de arquivos públicos nos Países Baixos. Depois que o último arquivo provincial foi transformado em um arquivo estatal em 1890, o Arquivo Estatal Local de Haia (Rijksarchief te 's-Gravenhage) tornou-se em 1913 o Arquivo Geral Nacional, liderado pelo Arquivista Geral Nacional (algemene rijksarchivaris).
De 1924 a 1994, o Sistema de Arquivos Nacionais (ARA) consistia em três arquivos semi-independentes, os Arquivos do Governo Central antes de 1795 (Primeiro Departamento), os Arquivos do Governo Central (Segundo Departamento) em 1795 e os Arquivos Nacionais de Haia na Holanda do Sul (Terceiro Departamento), com salas de estudo, bibliotecas e estúdios de restauração localizados no primeiro departamento, mas após a reorganização em 1994, a maioria dos departamentos foi abolida e apenas o Terceiro Departamento permaneceu nos Arquivos Nacionais de Haia. Posteriormente, a partir de 4 de Junho de 2002, a denominação foi alterada para Nationaal Archief (= Arquivo Nacional).
Em 2003, o acervo do Arquivo Nacional foi incluído no Programa Memória do Mundo da UNESCO.
As Antilhas Neerlandesas tinham um arquivo estatal separado, que foi desmembrado quando as Antilhas Neerlandesas foram
dissolvidas em 2010.
Em 20 de junho de 2019, o Arquivo Nacional dos Países Baixos inaugurou um depósito no município de Emmen.
No dia 19 de dezembro de 2022, o primeiro-ministro Mark Rutte deu um discurso no Arquivo Nacional, no qual pediu formalmente perdão pela participação do Estado Holandês no comércio transatlântico de escravos.
Após aproximadamente 80 anos de sigilo, o Arquivo Nacional dos Países Baixos divulgou em 3 de janeiro de 2023 um mapa apontando o local de um suposto tesouro nazista composto por relógios de ouro, joias, rubis e diamantes que foi supostamente enterrado no território de Ommeren.

## Arquitetura
O Arquivo Nacional está localizado na rua Prins Willem-Alexanderhof, em Haia, desde 1979, perto da Estação Central de Haia, adjacente à Biblioteca Real dos Países Baixos, e a construção da sede do arquivo foi projetada pelo arquiteto neerlandês Sjoerd Schamhart. No andar térreo tem um centro público com espaço de exposição, um centro de informações e uma sala de estudo, que pode ser usada para consultar a coleção de  cartas originais, documentos, atas, arquivos, fotos e mapas.

## Acervo
O Arquivo possui documentos produzidos pelas seguintes instituições:
- Orgãos centrais do Reino dos Países Baixos e de seus antecessores, incluindo os Estados Gerais da República das Sete Províncias Unidas dos Países Baixos, e suas colônias;
- Autoridades locais no condado da Holanda e nas províncias da Holanda do Norte e do Sul;
- A Companhia Holandesa das Índias Orientais (Vereenigde Oostindische Compagnie), cujo arquivo foi incluído na Memória do Mundo da UNESCO;[14]
- Pessoas de particular importância;
- Instituições e organizações como a Nederlandsche Handel-Maatschappij ("Sociedade Neerlandesa de Comércio", 1824-1964) e a Real Associação Neerlandesa de Futebol (Koninklijke Nederlandse Voetbalbond).

## Diretores e arquivistas
- Hendrik van Wijn (1802-1831)
- Johannes Cornelis de Jonge (1831-1853)
- Reinier Cornelis Bakhuizen van den Brink (1854-1865)
- L.Ph.C. van den Bergh (1865-1887)
- Th.H.F. van Riemsdijk (1887-1911)
- Peter van Meurs (1911-1912)
- Robert Fruin (Th. Azn) (1912-1933)
- Roelof Bijlsma (1933-1945)
- Dirk Graswinckel (1946-1953)
- Herman Hardenberg (1953-1966)
- J.L. van der Gouw (1966-1968)
- Ton Ribberink (1968-1988)
- Eric Ketelaar (1989-1997)
- Maarten van Boven (1997-2007)
- Martin Berendse (2007-2014)[1]
- Marens Engelhard (2014-2021)
- Afelonne Doek (2021-)